# Secretaría de Políticas Integrales sobre Drogas
La Secretaría de Políticas Integrales sobre Drogas de la Nación Argentina, anteriormente denominada Secretaría de Programación para la Prevención de la Drogadicción y la Lucha contra el Narcotráfico, (SEDRONAR) es una Secretaria de Estado dependiente de la Presidencia de la Nación Argentina dedicada a brindar asistencia a los consumidores en materia de la prevención y el tratamiento de adicciones.
Desde 2024, el cargo de secretario es ejercido por Roberto Moro.

## Historia
La SEDRONAR fue creada mediante el decreto 271 del 17 de julio de 1989 bajo la presidencia de Carlos Menem, reemplazando a la Comisión Nacional Coordinadora para el Control del Narcotráfico y el Abuso de Drogas. Su primer Secretario fue Alberto Lestelle, quien se desempeñó desde 1989 hasta 1995. En marzo de 1995 Lestelle comenzó a investigar la supuesta venta de cocaína en el Congreso de la Nación. A los pocos meses debió renunciar luego de decir en una reunión pública que "muchos diputados se dan un nariguetazo de cocaína en el baño". Sus sucesores en el cargo durante el gobierno de Menem fueron Gustavo Green, Julio César Aráoz y Eduardo Amadeo.
Durante el gobierno de Fernando de la Rúa el cargo de secretario estuvo ocupado por el alfonsinista Lorenzo Cortese. Con el final del gobierno de la Alianza y el nuevo gobierno de Eduardo Duhalde la secretaría fue dirigida por Wilbur Grimson.
En 2004, el presidente Néstor Kirchner decide designar a José Ramón Granero, quien se mantendría en el cargo también durante el primer mandato de su esposa Cristina Fernández de Kirchner. Granero fue indagado cuando se encontraron siete kilos de cocaína ocultos en una camioneta de la Sedronar. También fue procesado y sobreseído por falta de mérito en una causa por los controles al ingreso de 1900 kilogramos de efedrina.  En 2011 fue desplazado debido a su fuerte oposicióna la despenalización de la tenencia de drogas para uso personal.
En su reemplazo asumió Rafael Bielsa, quien estuvo en el cargo hasta el 20 de marzo de 2013. Bielsa fue reemplazado interinamente por el subsecretario Julio Postiglioni y posteriormente de forma definitiva por el sacerdote Juan Carlos Molina. En 2014 ella Sedronar junto al Ministerio de Planificación comenzó a implementar los las Casas Educativas Terapéuticas (CET) y los  Centros Preventivos Locales de las Adicciones (Cepla) en 150 localidades, con un presupuesto de 1.279 millones de pesos. En mayo de 2015 Juan Carlos Molina presentó su renuncia como titular de la Sedronar, siendo reemplazado por Gabriel Lerner.
El 14 de diciembre de 2015, el presidente Mauricio Macri designó a Roberto Moro al frente de la secretaría. El 12 de enero de 2017, mediante decreto 33/17, se cambió de nombre a Secretaría de Políticas Integrales sobre Drogas y pasando parte de sus unidades al Ministerio de Seguridad.

## Función
La Secretaría tiene por misión coordinar las políticas nacionales de lucha contra las drogas y las adicciones. Apoya su gestión sobre dos conceptos claves: la reducción de la demanda de drogas y la reducción de la oferta de drogas.

### Reducción de demanda de drogas
Las líneas de acción de la SEDRONAR estarán dirigidas a la constitución de redes comunitarias que funcionen como sostén y contención para favorecer la reducción de la demanda, buscando a la vez estrategias de participación en la elaboración de proyectos que apunten a la prevención fundamentalmente. Así como también colabora con la asistencia facilitando la ayuda y rehabilitación de personas que abusan o dependen de drogas, y que, carentes de recursos adecuados, no podrían acceder al tratamiento o recuperación.

### Restricción de la oferta ilícita de drogas
La Sedronar no tiene competencias en materia de restricción de la oferta ilícita de drogas. Dichas competencias se encuentran en el ámbito del Ministerio de Seguridad de la Nación desde parte del traspaso en 2014.

## Observatorio Argentino de Drogas
La Secretaría creó el Observatorio Argentino de Drogas (OAD) que tiene como función básica el estudio y evaluación de la problemática del uso indebido de las drogas y el tráfico de estupefacientes. Supone también la existencia de un instrumento eficaz en la toma de decisiones por los responsables del Plan Federal de Prevención Integral de la Drogadicción y de Control del Tráfico Ilícito de Drogas.

## Cooperación internacional
Por la temática que aborda la secretaría es sumamente importante que exista cooperación internacional con organismos similares. En este sentido SEDRONAR tiene como objetivos:
- Fortalecer la cooperación internacional respecto a la problemática de las drogas tanto a nivel multilateral como bilateral, promoviendo una activa participación en los organismos internacionales y en comisiones mixtas binacionales especializados en la materia.
- Promover la firma de acuerdos bilaterales y multilaterales vinculados a la problemática de las drogas.

## Nómina de Secretarios
| N.º | Presidente             | Partido                                           | Partido               | Periodo                                           | Presidente                                    |
| --- | ---------------------- | ------------------------------------------------- | --------------------- | ------------------------------------------------- | --------------------------------------------- |
| 1   | Alberto Lestelle       |                                                   | Partido Justicialista | 17 de julio de 1989 - 17 de octubre de 1995       | Carlos Saúl Menem                             |
| 2   | Gustavo Green          |                                                   | Partido Justicialista | 26 de octubre de 1995 - 16 de febrero de 1996     | Carlos Saúl Menem                             |
| 3   | Julio César Aráoz      |                                                   | Partido Justicialista | 18 de febrero de 1996 - 11 de abril de 1998       | Carlos Saúl Menem                             |
| 4   | Eduardo Amadeo         |                                                   | Partido Justicialista | 11 de abril de 1998 - 10 de diciembre de 1999     | Carlos Saúl Menem                             |
| 5   | Lorenzo Cortese        |                                                   | Unión Cívica Radical  | 19 de enero de 2000 - 20 de diciembre de 2001     | Fernando de la Rúa                            |
| 6   | Wilbur Ricardo Grimson |                                                   | Independiente         | 25 de febrero de 2002 - 25 de mayo de 2003        | Eduardo Duhalde                               |
| 6   | Wilbur Ricardo Grimson | 25 de mayo de 2003 - 13 de julio de 2004          | Independiente         | Néstor Kirchner                                   |                                               |
| 7   | José Ramón Granero     |                                                   | Partido Justicialista | Néstor Kirchner                                   | 13 de julio de 2004 - 20 de diciembre de 2007 |
| 7   | José Ramón Granero     | 20 de diciembre de 2007 - 20 de diciembre de 2011 | Partido Justicialista | Cristina Fernández de Kirchner                    |                                               |
| 8   | Rafael Bielsa          |                                                   | Partido Justicialista | Cristina Fernández de Kirchner                    | 30 de diciembre de 2011 - 20 de marzo de 2013 |
| 9   | Juan Carlos Molina     |                                                   | Partido Justicialista | Cristina Fernández de Kirchner                    | 29 de noviembre de 2013 - 14 de mayo de 2015  |
| 10  | Gabriel Lerner         |                                                   | Kolina                | Cristina Fernández de Kirchner                    | 19 de mayo de 2015 - 10 de diciembre de 2015  |
| 11  | Roberto Moro           |                                                   | Partido Justicialista | 10 de diciembre de 2015 - 10 de diciembre de 2019 | Mauricio Macri                                |
| 12  | Gabriela Torres        |                                                   | Independiente         | 13 de enero de 2020 - 10 de diciembre de 2023     | Alberto Fernández                             |
| 13  | Roberto Moro           |                                                   | Partido Justicialista | 4 de enero de 2024 - en el cargo                  | Javier Milei                                  |